# Sint-Remacluskerk (Luik)
De Sint-Remacluskerk (Église Saint-Remacle-au-Pont) is een kerkgebouw in de Luikse wijk Amercœur, gelegen aan de Rue d'Amercœur nr. 22.

## Geschiedenis

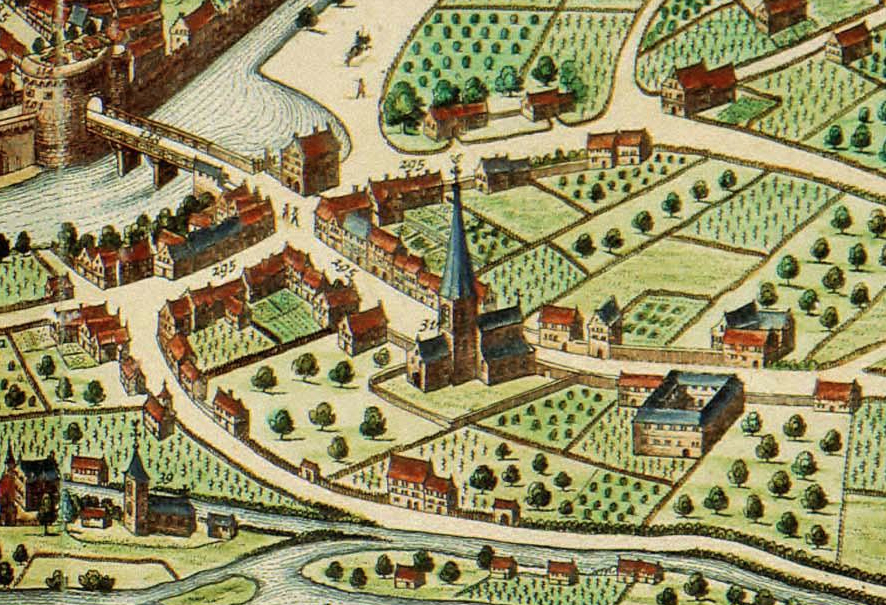
De Sint-Remacluskerk (midden) in de voorstad Amercœur op de kaart van Joan Blaeu (1649). Linksboven een stadspoort van Luik (porte d'Amercœur) en een brug over een Maasarm (Pont d'Amercœur)

De kerk heeft als achtervoegsel: au-Pont ("bij de brug") vanwege de ligging bij de Pont d'Amercœur, buiten de tweede middeleeuwse stadsmuur van Luik, en ter onderscheiding van een andere Luikse Sint-Remacluskerk, de voormalige Église Saint-Remacle-au-Mont, welke gelegen was nabij de Sint-Maartensbasiliek binnen de stadsomwalling.
Volgens de legende zouden de bewoners van Malmedy in opstand zijn gekomen tegen de monniken van de Abdij van Stavelot, welke daarop naar keizer Hendrik IV trokken, die zich op dat ogenblik in Luik bevond. Ze namen daartoe de reliekschrijn van hun patroonheilige, Sint-Remaclus, mee. De monniken, in het gelijk gesteld, trokken terug naar hun abdij en hielden halt in Amercœur, destijds een buiten de stadsmuren gelegen voorstad van Luik, alvorens de Mont Cornillon te beklimmen. De eigenaar van de grond zou vervolgens toestemming hebben gegeven om op de plaats, waar de schrijn had gestaan, een kerk te bouwen. Dat zou in 1071 gebeurd zijn.
De eerste kerk was een bescheiden bouwwerk, opgericht door de bewoners van Amercœur, en ondergeschikt aan de Sint-Amandusparochie te Jupille-sur-Meuse. In 1323 werd voor het eerst melding gemaakt van een zelfstandige parochie te Amercœur. Er was uiteindelijk sprake van een gotisch bouwwerk, dat echter werd verwoest tijdens de beschieting van Luik door de troepen van Louis-François de Boufflers in 1691. Van de gotische kerk zijn slechts de benedenste verdiepingen van de toren, die uit de 15e eeuw stammen, overgebleven.

## Gebouw

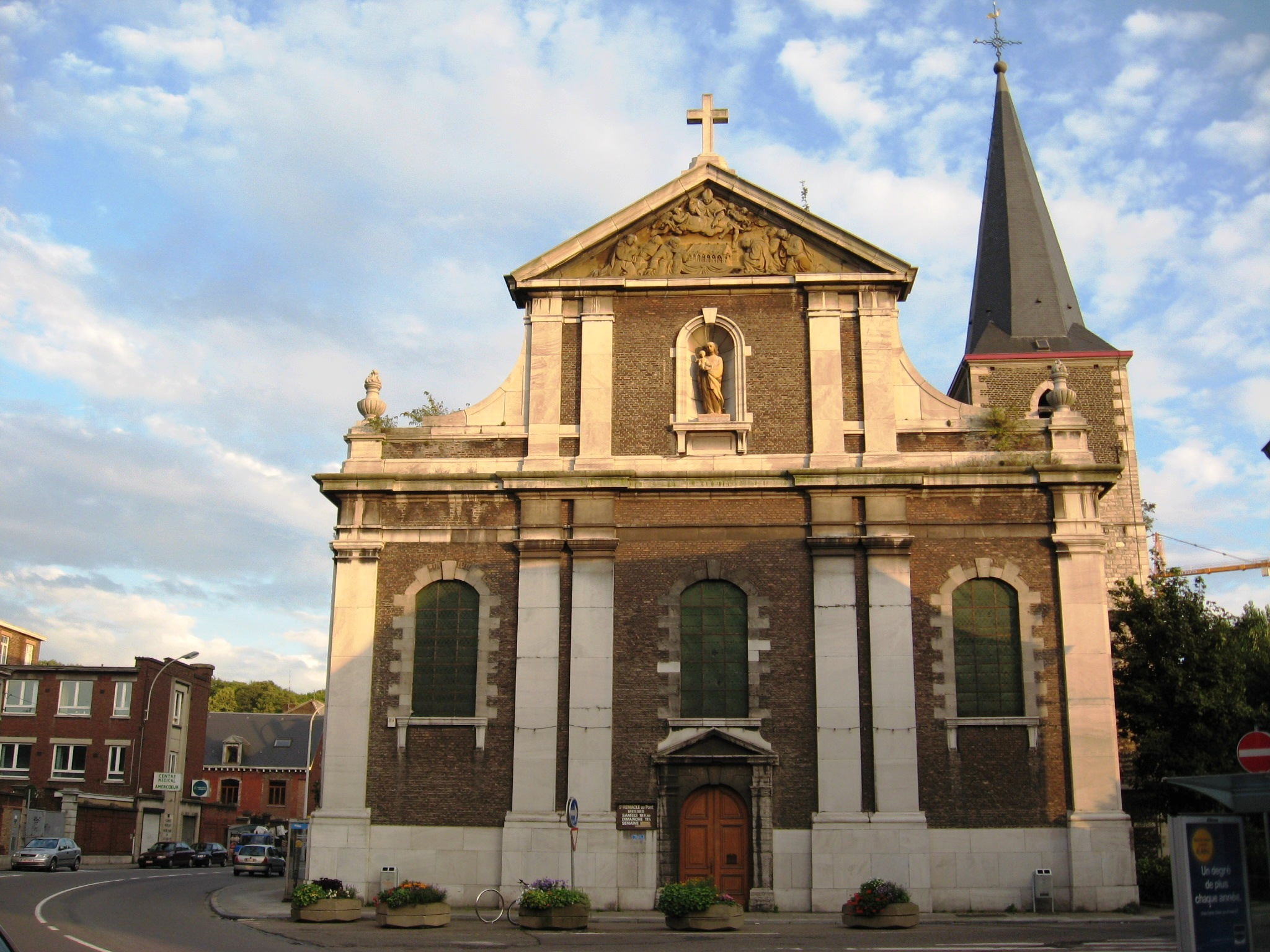
De Sint-Remacluskerk in 2007

De huidige kerk werd gebouwd van 1713-1716 in Lodewijk XIII-stijl en Lodewijk XIV-stijl. Het is een driebeukige kerk met een eenbeukig koor, dat driezijdig gesloten is. De voorgevel, beschadigd tijden de Tweede Wereldoorlog, werd in 1948 hersteld door architect Jules Foidart. De voorgevel heeft een driehoekig fronton, waaronder Toscaanse pilasters. Op het fronton is een beeldhouwwerk van Louis Dupont aangebracht, dat de overbrenging van de relieken van Sint-Remaclus verbeeldt. Onder het fronton bevindt zich een nis met daarin een modern Mariabeeld, vervaardigd door Louis Dupont en zijn leerling Schoofs.
Bij de kerk bevindt zich de Sint-Julianuskapel (Chapelle Saint-Julien), met een 15e-eeuws beeld van deze heilige.
De toren van vier geledingen bevindt zich naast de kerk, de onderste drie geledingen stammen uit de 15e eeuw en werden in Maaskalksteen gebouwd. De bovenste geleding is in baksteen en is van 1617. De toren wordt bekroond door een achtkante spits.
In het interieur ziet men scheibogen, gedragen door Toscaanse zuilen van 1715, uitgevoerd in kalksteen. Vier van deze zuilen dragen wapenschilden van Luikse notabelen. Onder de kerk is een ossuarium.
Het kerkmeubilair is uit de tijd van de bouw, en omvat een monumentaal Robustelly-orgel, waarvan de orgelkast van 1783 is, met houtsnijwerk uit de school van Jean Del Cour.

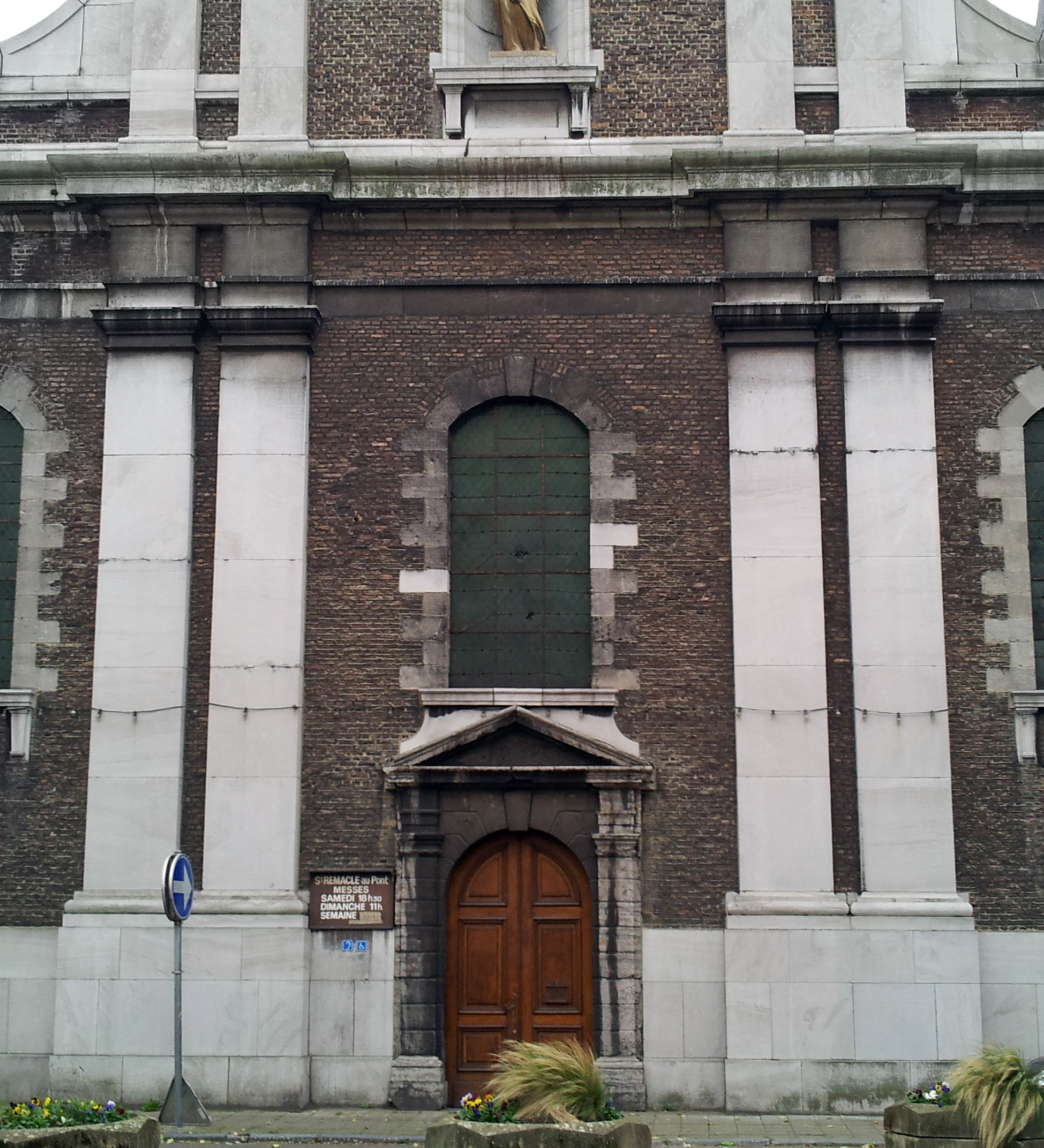
Detail barokfaçade
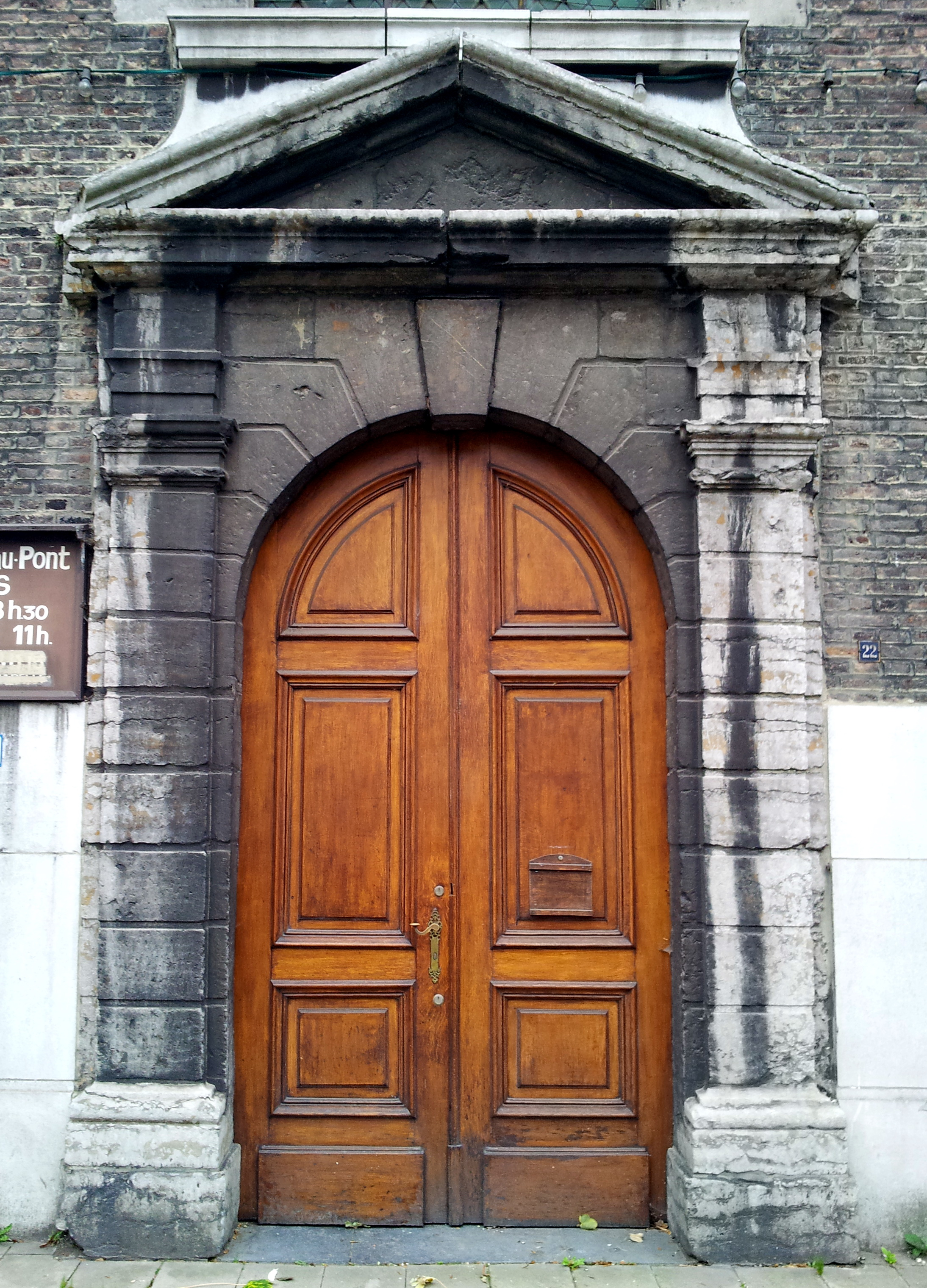
Barokke entree
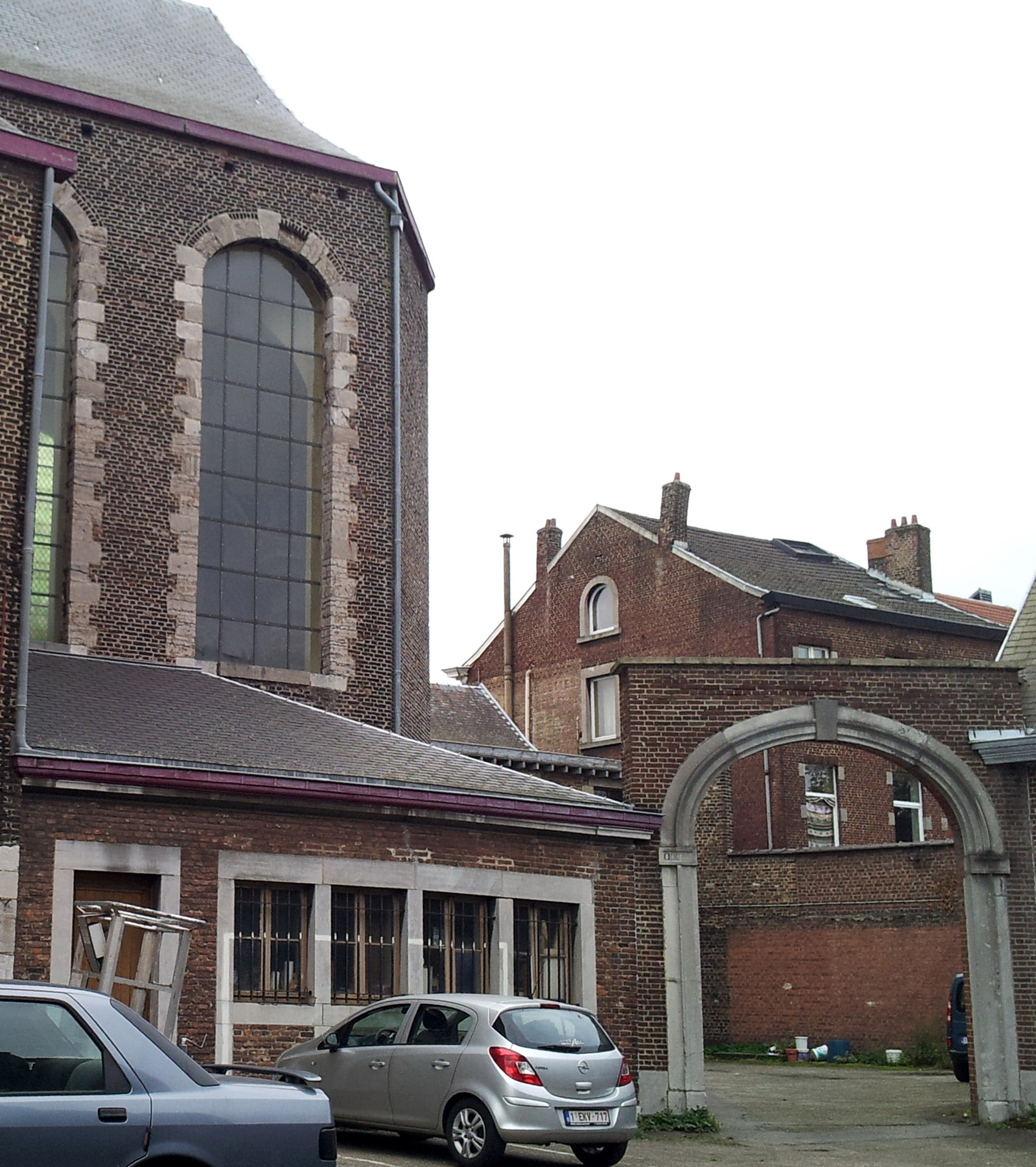
Koorpartij met aanbouwen
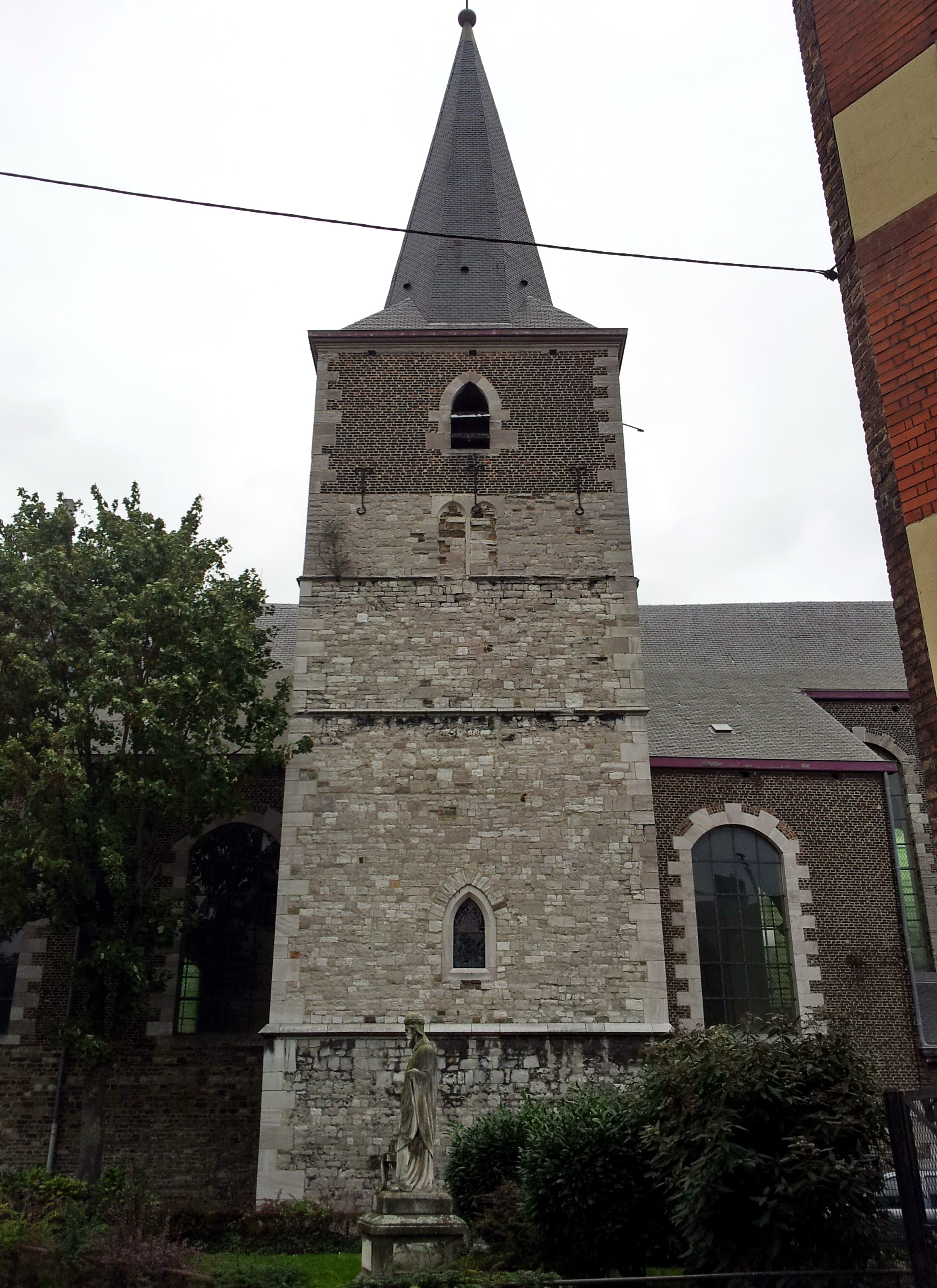
Deels 15e-eeuwse kerktoren